# دوبرودوله
دوبرودوله (به لاتین: Dobrodole) یک منطقهٔ مسکونی در مونته‌نگرو است که در شهرداری پتنیکا واقع شده‌است. دوبرودوله ۱۰۱ نفر جمعیت دارد.